# 小行星7740
小行星7740（英語：7740 Petit）是一颗围绕太阳公转的小行星。1983年9月6日，愛德華·鮑威爾在可可尼诺县发现了此天体。
这颗小行星的绝对星等为289.91640等。